# Cascina del Forno
La Cascina del Forno (conosciuta anche come Cascina Fornasetta) è una delle architetture che si trovano all'interno del Parco di Monza.

## Storia e descrizione
Sorta nel 1780 nelle immediate vicinanze della Villa Reale, deve il proprio nome alla presenza di un antico forno con camino in uno dei quattro locali principali, posti al pian terreno. L'edificio, adibito ad ospitare il direttore dei Giardini Reali, era provvista di camere da letto, guardaroba e magazzini, con annessa stanza per l'aiutante del capo giardiniere; malgrado i consistenti rifacimenti operati verso la metà del XIX secolo conserva ancora i connotati stilistici principali, come il portale in pietra della facciata o la successione delle finestre, con nicchia semicircolare tamponata.
La cascina - seppur in evidente stato di abbandono - appare oggi ancora nella sobrietà delle linee architettoniche e nell'eleganza delle proporzioni.